# كاموهوالي
کاموهوالي (بالإنجليزية: Kamohoalii)‏ شعب ني Nei (الأرض القديمة) في هاواي، يشبه الرومان القدماء، فله أرباب عائلة شخصيون. من أحبهم إلى قلوب أولئك الذين يضطرون أن يعملوا في البحر هو الرب القرش کاموهوالي. كان الأخ الأكبر لبيلي Pele ربة النار.

## الأسطورة
كان كاموهوالي يتشوق دائما للمياه العميقة حول ماوي. وبالأخص في الممر الضيق السريع بين ماوي وتابو الجزيرة التي يقدسها أهالي كاهولوي حيث معظمهم يعرفونه باسم آخر وهو كالافيكي.
وكان من خدعه المفضلة هناك أن يجد أسطول قوارب صيد السمك عندما يغيبون عن البر، ويضيعون ويفقدون الأمل. عندئذ يأتي دور کالاهيكي فيسبح أمام الزورق القائد ويهز ذيله. فيأتي الكاهونا، قائد الأسطول المدرب على التفاهم مع الرب القرش، ويأمر بتقديم الأوا awa وهو جرعة من الجذور الحرة التي ليس لها فائدة سوى أن تزيد من قوة المشروب.
بعد ذلك يكافئهم الملك القرش ويقودهم إلى البر عبر الغبش والضباب اللذين يغطيان الماء في الغالب. ولكن على الإنسان أن يكون منتبها أي نوع من القرش اختار ليكون ربه: بعض أنواع القرش هي عبارة عن مجرد ملتهمة لكل شيء، ويسمونها اليوهينيبيلي أي ذات الشدق النهم. وهناك قصص كثيرة عن زوارق كبيرة وضخمة غرقت في المياه المحيطة بماوي، دون أن ينجو منها أحد يروي مواجهتهم لكالاهيكي أو لليونيهيبيلي. كما عرف رب القرش بالكثير من الأسماء، ولكن لم يكن سوى رب قرش واحد ما يزال هناك.